# Лозуватське (село)
Лозуватське (до 2016 року Чапаєвка) — село в Україні, у Затишнянській сільській громаді Кам'янського району Дніпропетровської області.
Населення — 77 мешканців.
Село було внесено до переліку населених пунктів, які потрібно перейменувати згідно із законом «Про засудження комуністичного та націонал-соціалістичного (нацистського) тоталітарних режимів в Україні та заборону пропаганди їхньої символіки».

## Географія
Село Лозуватське міститься на відстані 0,5 км від села Сухий Хутір і за 1,5 км від села Первозванівка. Поруч проходить автомобільна дорога Н11.

## Населення

### Мова
Розподіл населення за рідною мовою за даними перепису 2001 року:
| Мова       | Кількість | Відсоток |
| ---------- | --------- | -------- |
| українська | 69        | 89.61%   |
| угорська   | 7         | 9.09%    |
| російська  | 1         | 1.30%    |
| Усього     | 77        | 100%     |